# Typhlocirolana haouzensis
Typhlocirolana haouzensis är en kräftdjursart som beskrevs av Boutin, Boulanouar, Coineau och Messouli 2002. Typhlocirolana haouzensis ingår i släktet Typhlocirolana och familjen Cirolanidae. Inga underarter finns listade i Catalogue of Life.